# (5716) Pickard
(5716) Pickard est un astéroïde de la ceinture principale.

## Description
(5716) Pickard est un astéroïde de la ceinture principale. Il fut découvert le 17 octobre 1982 à la station Anderson Mesa par Edward L. G. Bowell. Il présente une orbite caractérisée par un demi-grand axe de 2,38 UA, une excentricité de 0,19 et une inclinaison de 2,3° par rapport à l'écliptique.

## Compléments